# Alophoixus ochraceus
Alophoixus ochraceus е вид птица от семейство Pycnonotidae.

## Разпространение
Видът е разпространен в Бруней, Камбоджа, Индонезия, Малайзия, Мианмар, Тайланд и Виетнам.